# Bogdan Czabański
Bogdan Czabański (ur. 24 kwietnia 1927 w Chojnicach, zm. 11 lipca 2003 we Wrocławiu) – dydaktyk wychowania fizycznego, profesor zwyczajny Akademii Wychowania Fizycznego we Wrocławiu, autor wielu publikacji dotyczących optymalizacji uczenia się i nauczania czynności ruchowych.

## Życiorys
Ukończył liceum pedagogiczne w Katowicach w 1948, a następnie Wyższą Szkołę Wychowania Fizycznego we Wrocławiu, uzyskując w 1951 stopień magistra wychowania fizycznego. Studiował także na Wydziale Pedagogicznym Uniwersytetu Warszawskiego. W 1962 uzyskał w Wyższej Szkole Pedagogicznej w Krakowie doktorat nauk humanistycznych. Jego promotorem pracy doktorskiej był Jan Konopnicki. W 1980 na warszawskiej AWF otrzymał stopień doktora habilitowanego. Od 1989 był profesorem nadzwyczajnym AWF we Wrocławiu, a dwa lata później otrzymał tytuł  profesora zwyczajnego.
Od 1951 przez 52 lata był związany z wrocławską uczelnią wychowania fizycznego. Przeszedł kolejne szczeble kariery zawodowej, od asystenta do profesora, pełnił także liczne funkcje – kierownika kilku zakładów i dwóch katedr (Katedry Uczenia się i Nauczania Czynności Ruchowych oraz Katedry Dydaktyki Wychowania Fizycznego), prodziekana i dziekana, prorektora ds. nauki. Był również dyrektorem Instytutu Sportu. Od 1987 był także profesorem na uniwersytecie w Hamburgu, odbył na uczelniach zagranicznych wiele staży naukowych, m.in. w Niemczech i Kanadzie.
W pracy naukowej zajmował się dydaktyką wychowania fizycznego oraz teorią i biomechaniką sportów wodnych. Opublikował ponad 100 artykułów w prasie naukowej polskiej, niemieckiej, belgijskiej i kanadyjskiej, miał w dorobku także 14 książek i skryptów. Był organizatorem jedenastu międzynarodowych konferencji naukowych. Wypromował 17 doktorów, z których dwóch uzyskało habilitacje, a jeden tytuł profesora. Był współorganizatorem (z Tadeuszem Boberem) corocznych międzynarodowych sympozjów biomechaniki w latach 1981–1985. Z zaangażowaniem zajmował się popularyzacją nauki, w 1996 ufundował doroczną nagrodę swojego imienia dla autora najlepszej publikacji naukowej z zakresu dydaktyki wychowania fizycznego.  Był założycielem Centrum Historii AWF we Wrocławiu.
Został pochowany na Cmentarzu Osobowickim we Wrocławiu (pole 142, grób 154, rząd 5 od pola 144).

## Odznaczenia
- Odznaka „Zasłużony Działacz Kultury Fizycznej” (1970)[6]
- Złoty Krzyż Zasługi (1971)[6]
- Medal 30-lecia Polski Ludowej (1974)[6]
- Krzyż Kawalerski Orderu Odrodzenia Polski (1983)[6]
- Odznaka tytułu honorowego „Zasłużony Nauczyciel PRL” (1985)[6]

## Publikacje książkowe
- Elementy teorii pływania (z Mirosławem Fiłonem i Krystyną Zatoń), Wydawnictwo Akademii Wychowania Fizycznego we Wrocławiu, 2003, ISBN 83-89156-02-4
- Mały leksykon oceny szkolnej, 2003, ISBN 83-89156-08-3
- Program przedmiotu dydaktyka wychowania fizycznego (z Tadeuszem Niebudkiem), 2003, ISBN 83-89156-11-3
- Kształcenie psychomotoryczne, 2000, ISBN 83-87389-47-1
- Wybrane zagadnienia uczenia się i nauczania techniki sportowej, 1998, ISBN 978-83-87389-20-8
- Teoria wychowania fizycznego z elementami teorii sportu (z Czesławem Makutynowiczem), Zielona Góra : Wyższa Szkoła Pedagogiczna im. Tadeusza Kotarbińskiego, wyd. 2, 1996, ISBN 83-85693-95-5